# 33251 Marcvandenbroeck
33251 Marcvandenbroeck este o planetă minoră (asteroid), cu un diametru de 5,528 km, din centura de asteroizi. A fost descoperită pe 22 aprilie 1998 la Observatorul Regal al Belgiei⁠(d) de Thierry Pauwels⁠(d). 
Obiectul prezintă o orbită caracterizată de o semiaxă mare de 2,9930411 UAi, o excentricitate de 0,04, o înclinație de 12,05427 ° în raport cu ecliptica.